# Oldenlandia recurva
Oldenlandia recurva är en måreväxtart som först beskrevs av Pieter Willem Korthals, och fick sitt nu gällande namn av Friedrich Anton Wilhelm Miquel. Oldenlandia recurva ingår i släktet Oldenlandia och familjen måreväxter. Inga underarter finns listade i Catalogue of Life.